# José Luis Téllez
José Luis Téllez (Madrid, 1944) es musicólogo, comentarista de música clásica y ópera para Radio Clásica de Radio Nacional de España (RNE) y Televisión Española (TVE).
En la década de 1980 dirigió, junto con Olga Barrio, el espacio A contraluz en Radio 2 de RNE, espacio que fue retirado en 1986, después de que Téllez llamase «borregos» a los que votaron afirmativamente a la OTAN, refiriéndose al referéndum sobre la permanencia de España en la OTAN. Posteriormente dirigió en esta misma emisora Música Aperta y Música Reservata. Asimismo, fue guionista para la serie Acercarse a la música incluido dentro del espacio cultural La aventura del saber emitida por La 2 en la década de 1990 y posteriormente retrasmitida en el Canal Internacional de TVE.
Según el crítico y periodista Guzmán Urrero, Téllez es uno de los críticos y escritores musicales más prestigiosos de España.
Es colaborador habitual de la revista musical Scherzo y ha protagonizado varios vídeos, originalmente basados en charlas y conferencias, y más tarde, como una nueva serie titulado Hablando sobre ..., para el Departamento de Audiovisuales del Teatro Real.

## Obras

### Libros
- Acercarse a la música. Ediciones Salvat, 1981
- La traviata. Ediciones Cátedra Expo 92, 1992. Reedición: Ed. Cuestión de belleza, Orense, 2018
- Paisajes imaginarios. Ediciones Cátedra, 2013
- La contraseña del infinito, 47 relatos musicales. Ed. Renacimiento, Sevilla, 2017
- Música reservata y otros escritos musicales. Ed. Fórcola, Madrid, mayo de 2019
- Aventuras de Percy en Oceanía (1978) junto con Javier Maqua.[7]

### Vídeos
- Borís Godunov de Modest Músorgski[8]
- Le Nozze di Figaro de Wolfgang Amadeus Mozart[9]

#### Hablando sobre...
- Hablando sobre «Macbeth» de Giuseppe Verdi[10]
- Hablando sobre «Cosí Fan Tutte» de Wolfgang Amadeus Mozart[11]
- Hablando sobre «Don Giovanni» de Wolfgang Amadeus Mozart[12]